# Fortifications d'Udine
La ville d'Udine, capitale de la région historique et géographique du Frioul en Italie, située dans la région autonome du Frioul-Vénétie Julienne, conserve les traces de cinq cercles de fortifications qui l'ont protégée au cours de son histoire à partir du Moyen Âge, après le remblai du grand castelliere de l'âge du bronze. Elles étaient pourvus de portes et portails, de murs crénelés, de contreforts à tourelles, de douves, de ponts et de galeries. Le terme portes était réservé aux portes du troisième cercle.

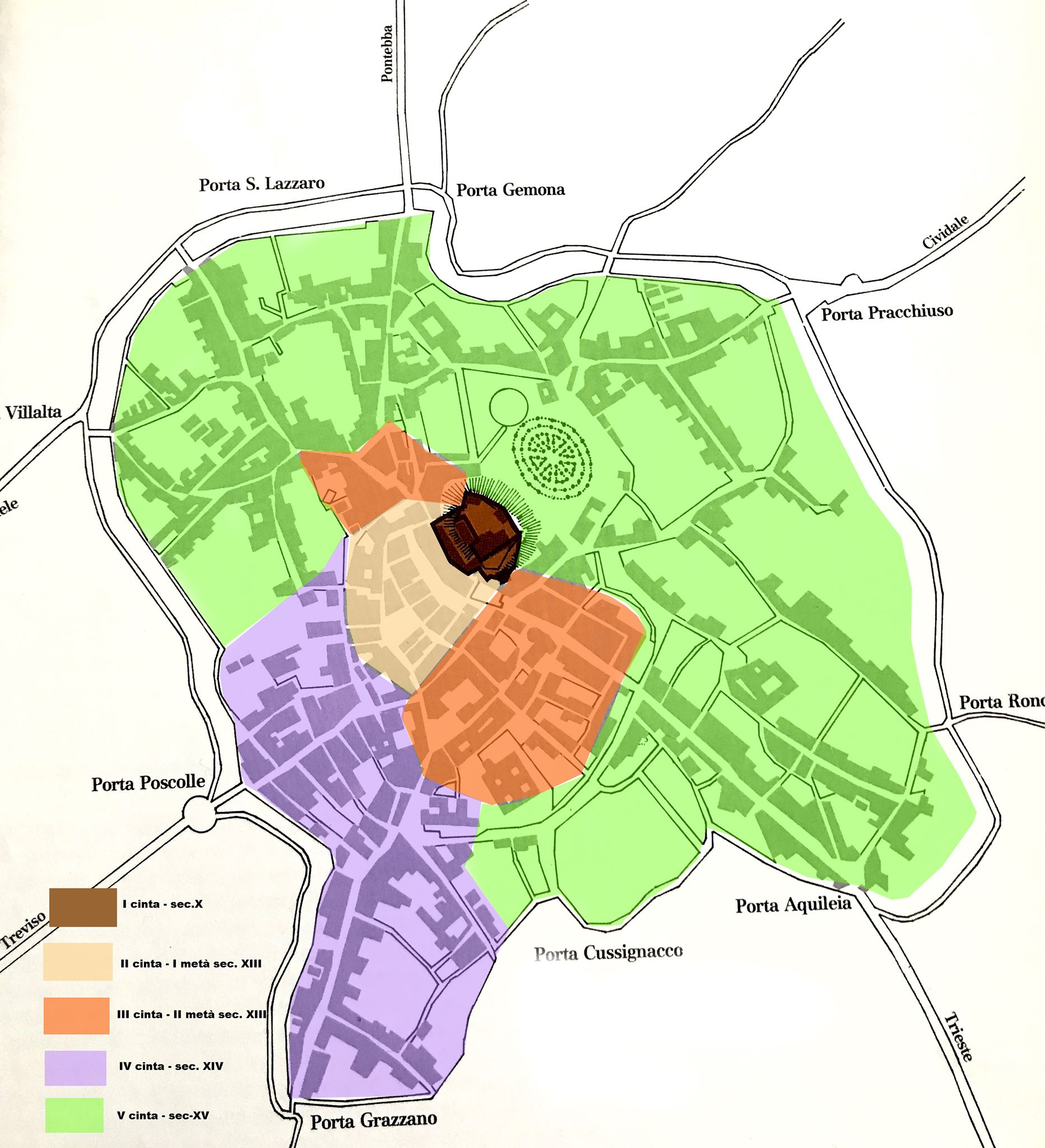
Les cinq cercles : hypothèse de reconstitution.

## Premier cercle

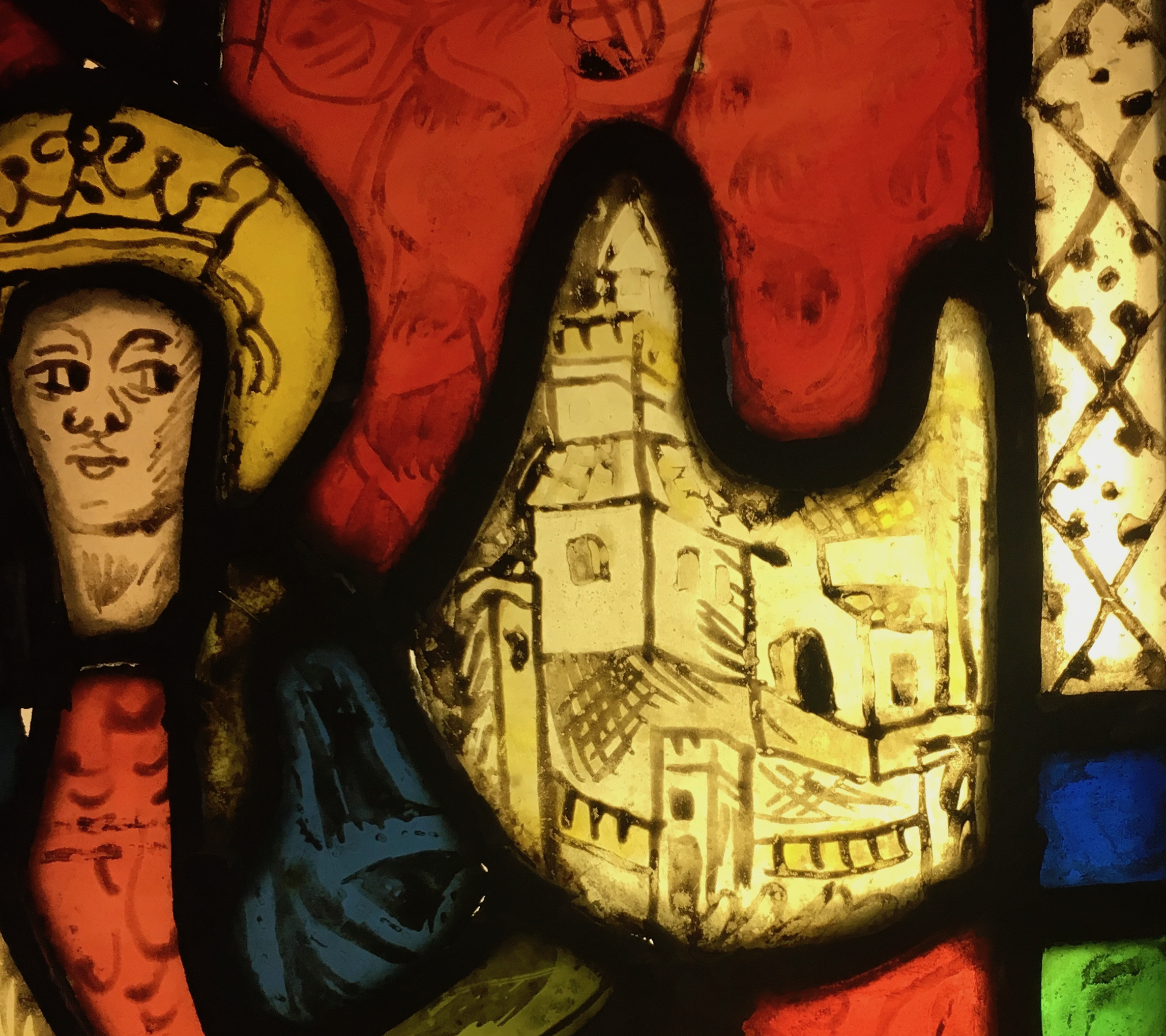
Le premier cercle dans le vitrail de l'abside de l' église de Santa Maria di Castello (Musées Civiques, sec. XV).

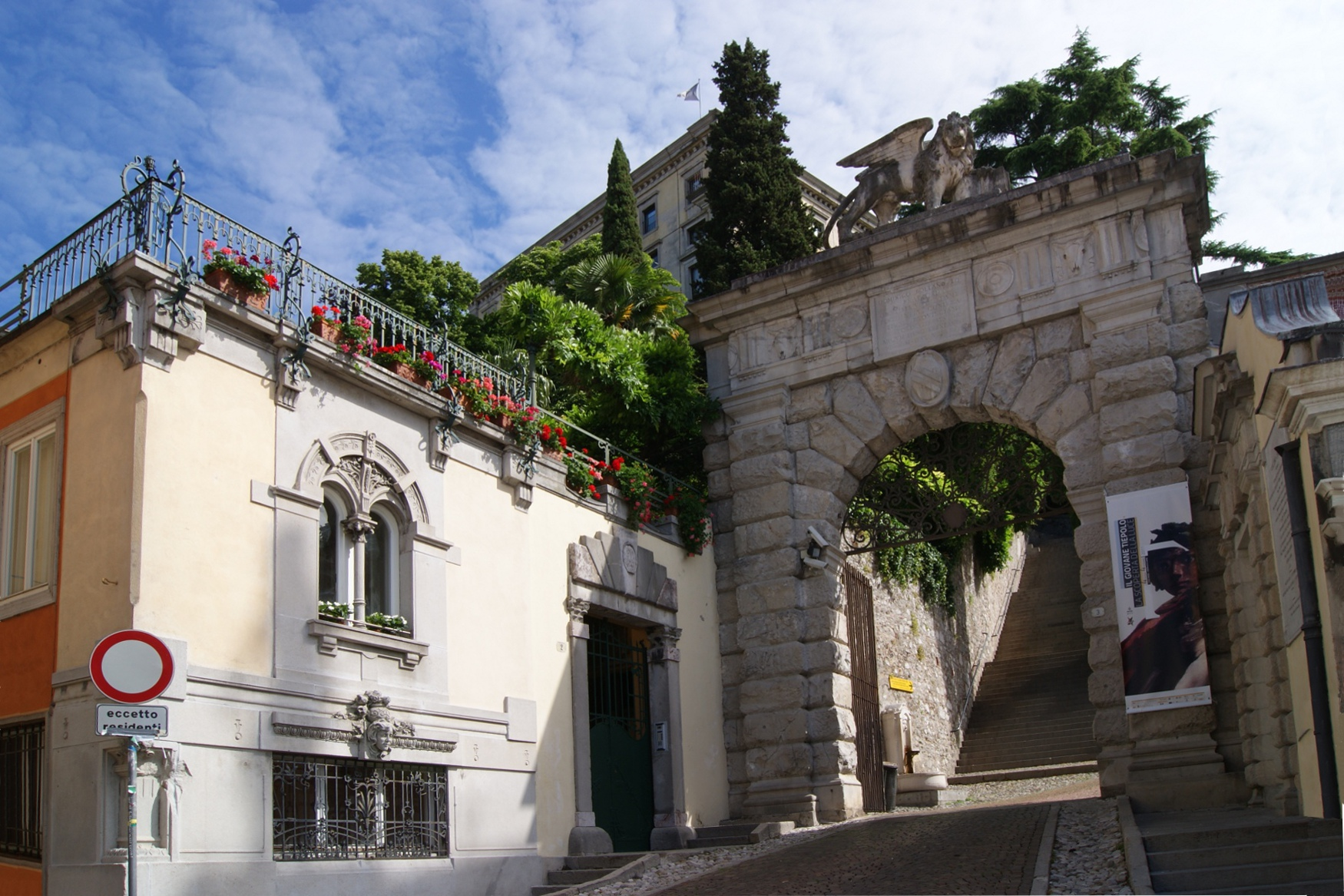
Arc Bollani.

Le premier cercle de fortifications, achevé vers l'an 1000, mesurait 520 mètres et était en fait un double tour de murs crénelés. La partie supérieure courait sur le haut de la colline pour protéger le château d'Udine, constitué d'une solide palissade avec des pans de mur construits en galets. La partie inférieure descendait de la colline sur deux ailes incurvées, l'une à la hauteur de l'actuelle bibliothèque municipale, l'autre (encore visible) adjacente à la Loggia del Lippomano, et protégeait le côté sud-ouest, à la base de la colline, où un premier établissement urbain s'était développé le long de la Via Sottomonte. A l'ouest, la ville était protégée par un fossé, qui faisait le tour de la colline à l'emplacement des via Portanuova - via Mercatovecchio - via Manin actuelles. À l'est, la colline du château trouvait une défense naturelle dans le bassin lacustre qui occupait l'actuelle Piazza I Maggio.
Le long des murs, les deux portes d'accès au château devaient s'ouvrir à l'emplacement de l'actuel arc Bollani (sur le mur inférieur) et au niveau de l'église Santa Maria di Castello au niveau supérieur, à la hauteur de l'actuel Arco Grimani, qui divise encore aujourd'hui les deux secteurs.
Il reste très peu aujourd'hui du système de tours. Sur la colline, la tour carrée dans le coin nord-ouest de la place du château a été démolie par les Autrichiens en 1854, et le clocher de l'église lui-même était probablement à l'origine une tour du mur supérieur. En dessous, cependant, sur le site de la tour de l'horloge actuelle de la Piazza Libertà (du XVIe siècle), une probable tour d'angle du premier cercle, endommagée par le tremblement de terre de 1511, était équipée d'une horloge et d'une cloche depuis au moins 1370.

## Deuxième cercle
Le deuxième cercle, construit vers le milieu du XIIIe siècle sous le patriarche Gregorio da Montelongo, mesurait environ 2 km et comprenait la villa di Udine (ville) originelle : par rapport au premier cercle, la ville s'était étendue vers l'ouest, probablement en deux phases successives.
La route principale qui reliait Aquilée et les ports de la côte aux cols de montagne (l'ancienne via Bariglaria, aujourd'hui connue sous le nom de Iulia Augusta) passait non loin de là, peut-être à l'est de la ville, le long du torrent Torre. En raison de son importance, le tracé de la route a probablement été déplacé pour atteindre le premier cercle d'Udine : pour cela, il a fallu libérer la zone des eaux des douves, qui ont été détournées le long des via Sarpi et Pelliccerie actuelles. Par concession du patriarche Bertoldo di Andechs en 1223, ce tronçon, qui s'appelle encore Mercato Vecchio (Vieux Marché) était officiellement devenu le marché de la ville.
Par la suite, le fossé a été déplacé plus à l'ouest, le faisant coïncider avec le chemin du canal d'Udine, qui de la rive Bartolini se courbe vers la via Zanon, libérant ainsi toute la zone de l'actuelle piazza Matteotti ; côté sud, le fossé, qui longeait déjà la via Manin, est alors dévié vers l'actuelle via Cavour, suivant le tracé des nouvelles murailles. En 1248, le patriarche Bertoldo di Andechs, en renouvelant la concession du droit de marché, avait prévu l'exonération d'impôts pour ceux qui résidaient déjà dans la zone de l'actuelle Piazza Matteotti et pour ceux qui viendraient y vivre, posant les bases du déplacement d'activités dans le Mercato Nuovo (Nouveau Marché).
Le deuxième cercle avait une porte au nord (Porta di Fratta in riva Bartolini, avant Piazza San Cristoforo), une porte à l'ouest vers le Borgo Poscolle (« ancienne » porte Poscolle, via Paolo Canciani, visible à travers les vitres à l'arrière de la boutique ex-H & M, récemment restaurée), une porte au sommet sud-est des murs (la « Porta Rotta », approximativement au débouché de la via Canciani dans la via Cavour), et enfin une porte au sud vers Aquilée (à la hauteur de l'actuelle colonne du lion de la Piazza Libertà, qui a été coupée en deux par les murs par rapport à l'espace actuel).

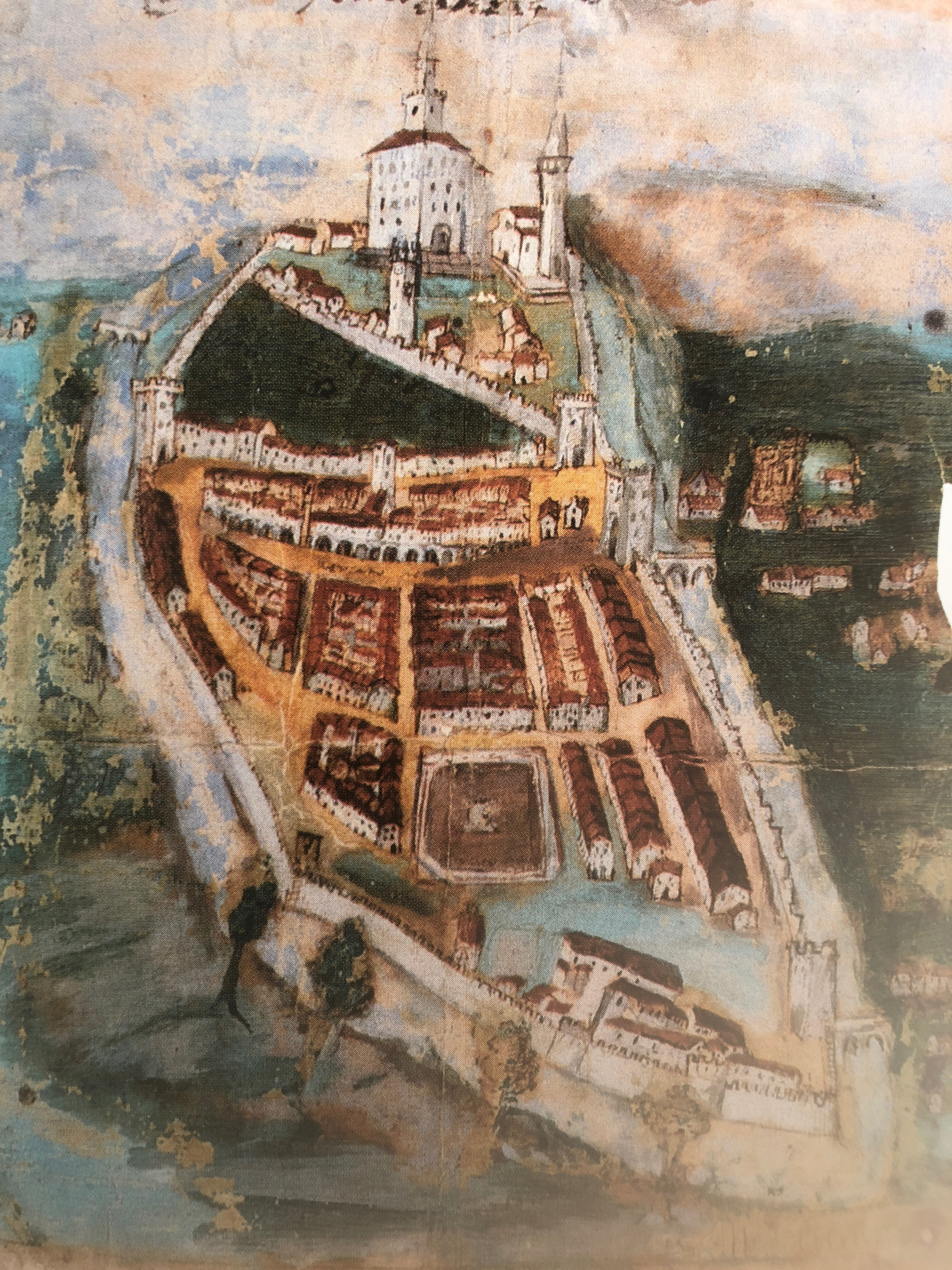
Reconstitution du deuxième cercle dans un dessin conservé à la bibliothèque municipale, attribué à Enrico Palladio.

## Troisième cercle

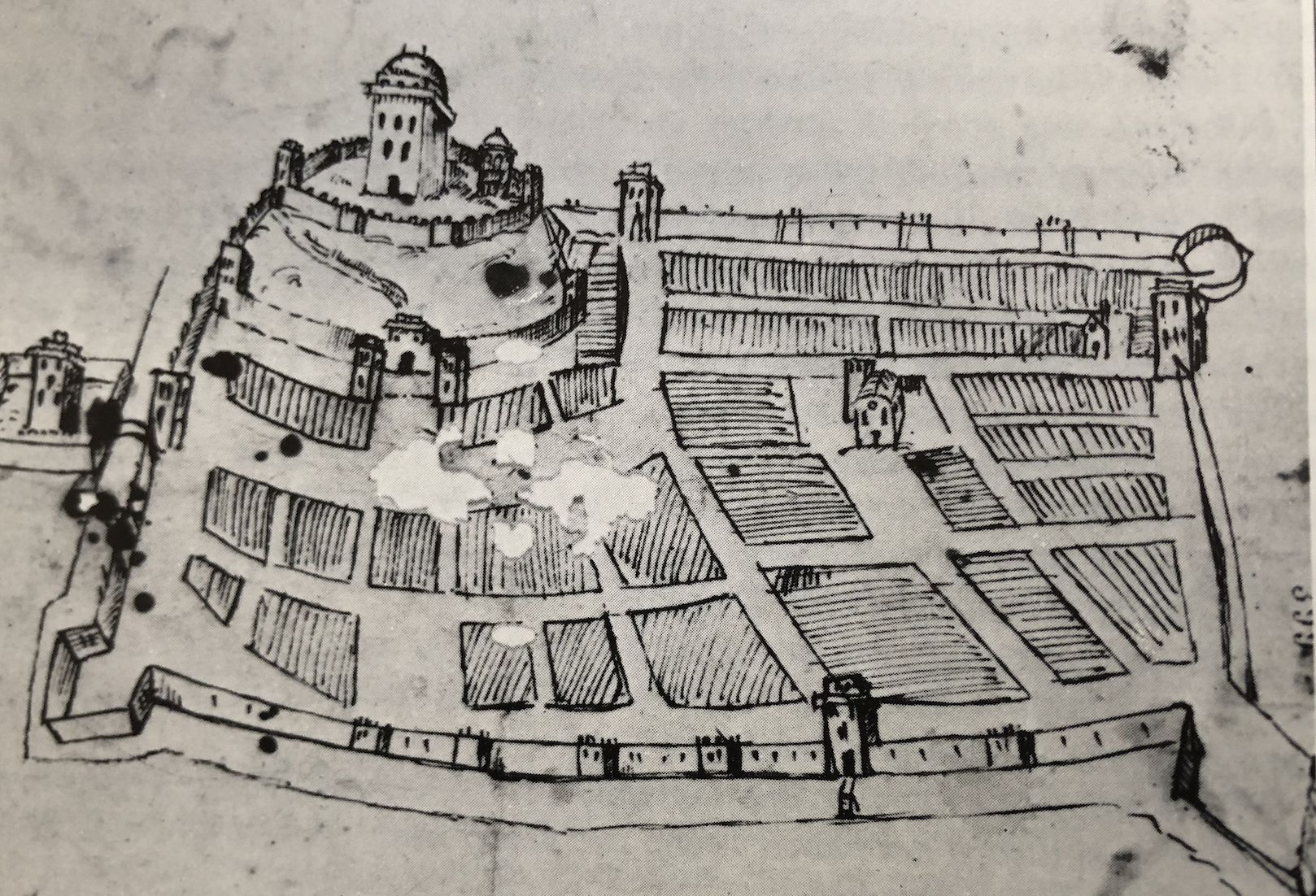
Reconstitution du troisième cercle dans un dessin conservé à la Bibliothèque municipale, attribué à Enrico Palladio.

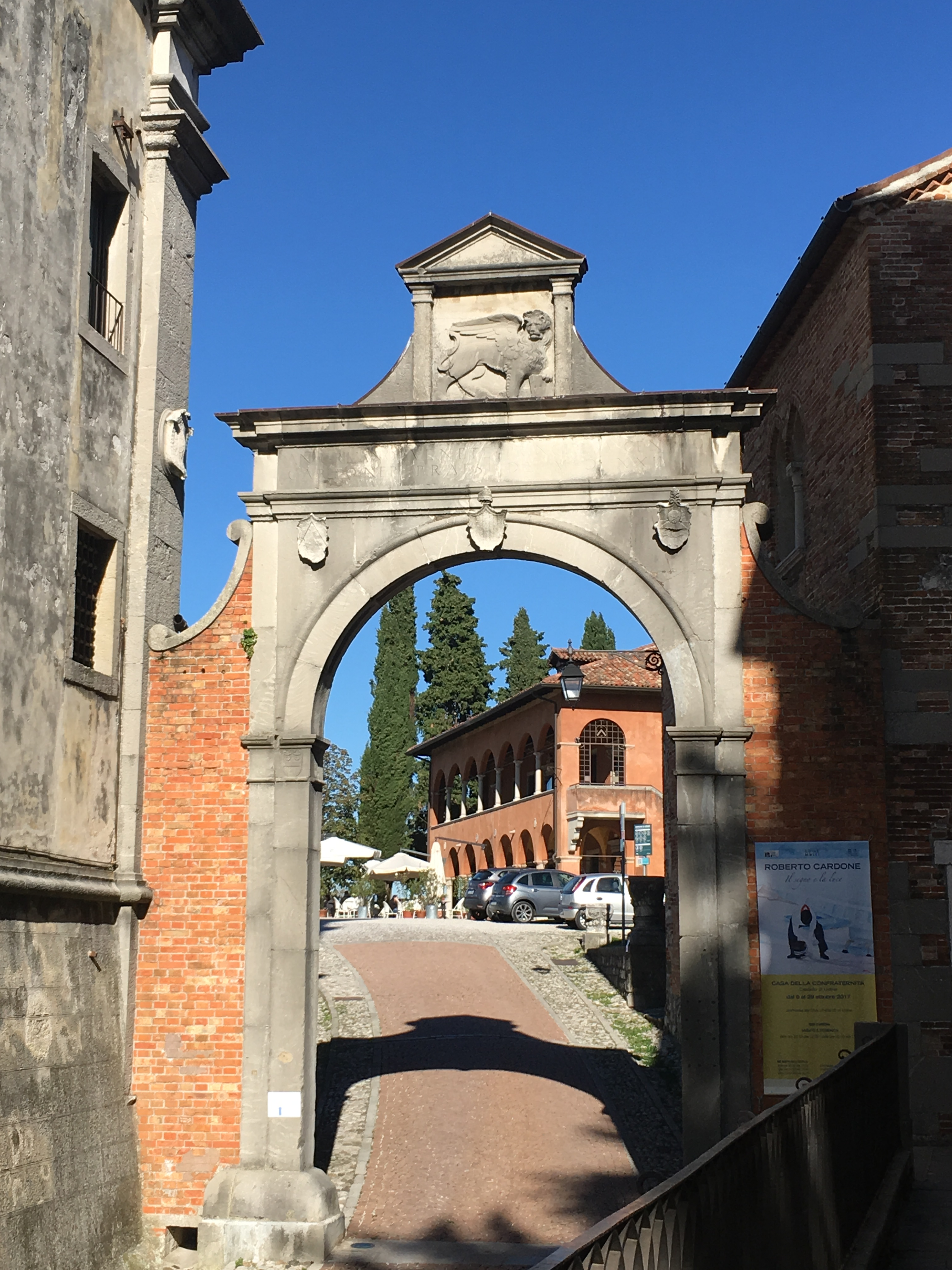
Porta Nuova ou Arco Grimani (cercle III), à son emplacement actuel au sommet de la colline du château.

Le troisième cercle, dont la construction a commencé en 1274 sous le patriarcat de Raimondo della Torre et s'est achevée vers 1300, mesurait 2128 mètres et s'étendait aux quartiers de l'actuelle cathédrale d'Udine (incorporant la via Cavour jusqu'aux via Calzolai et Beato Odorico actuelles) et de San Cristoforo (jusqu'à la Piazza Antonini actuelle).
Sur ce mur, crénelé et pourvu de contreforts et de tours de guet, s'ouvraient :
- la Porta Nuova (également connue sous le nom d'Arco Grimani), à l'origine au bout de la rue homonyme, transportée en 1902 jusqu'au château où elle se trouve toujours ;
- la porte Gemona « intérieure », au bout de la via Bartolini, démolie en 1557 ;
- la porte Santa Lucia, à hauteur de la via Mazzini, démolie en 1790 ;
- la porte Poscolle  « intérieure », aussi appelée Porta Nuova, qui avait remplacé l'ancienne porte du second cercle un peu plus à l'est au bout de la via Cavour, au début de la via Poscolle, démolie en 1838 ;
- la porte Grazzano « intérieure » de la via Battisti, démolie fin 1800, dont les empreintes de quatre piliers subsistent sur le trottoir ;
- une nouvelle porte plus au sud vers Aquilée le long de la via Vittorio Veneto, à la hauteur de la via Calzolai ;
- la porte San Bartolomeo (ou porte Manin), construite en 1171 et toujours debout, au bout de la Via Manin, au bout de la Piazza I Maggio.
Le chemin du fossé qui longeait l'actuelle Via Cavour a ensuite été déplacé plus au sud, le faisant coïncider essentiellement avec celui du canal de Palma, jusqu'à ce qu'il rejoigne l'autre canal du côté sud-ouest ; de profondes fosses s'ouvraient dans son lit connu pour ses gorghi (remous) dont l'actuelle rue tire son nom. Le troisième cercle était donc entièrement entouré d'un circuit de fossés, qui coïncide essentiellement avec le tracé actuel des deux canaux : du côté sud-ouest le canal d'Udine, et du côté nord-est le canal de Palma. Dernièrement, sur la Piazzetta Antonini, une section du mur d'origine a été découverte, incorporée dans d'anciens bâtiments partiellement démolis ; une porte fantaisie a été créée lors de la récupération.
À la même période, à la fin du XIIIe siècle, le lac qui se trouvait sur l'actuelle Piazza I Maggio a été en grande partie enterré, laissant place à ce qui est maintenant connu sous le nom de Giardin Grande. C'est peut-être de cet événement que Boccace s'est inspiré, qui dans l'histoire de Madonna Dianora décrit une belle pelouse près de la ville ..., qui le matin est apparue, avec la couleur qu'ils ont vue, l'un des plus beaux jardins qui n'avait jamais été vu pour personne, avec des herbes et des arbres et des fruits de toutes sortes (Décaméron, récit V du 10e jour).

## Quatrième cercle
Le quatrième cercle, dont la construction a été commencée au début du XIVe siècle par le patriarche Pagano della Torre et achevée vers 1350, mesurait 3814 mètres et comprenait des terres au sud de la cathédrale jusqu'au canal actuel de Palma (via Gorghi-via Piave- via Crispi) et les Borgo Grazzano et Borgo Poscolle.
Sur celui-ci s'ouvraient :
- la porte Torriani ou tour Santa Maria, construite en 1295, toujours debout à l'entrée de la rue homonyme du Largo dei Pecile ;
- la porte Poscolle « extérieure », au bout de la via Poscolle, sur la piazza XXVI Luglio, dont la tour a été démolie en 1857 et remplacée par une porte appelée Porta Venezia démolie au milieu du XXe siècle ;
- la porte Grazzano « extérieure », au bout de via Grazzano sur la piazzale Cella, dont la tour a été démolie en 1882, considérée comme dangereuse ;
- la porte Cisis, au bout de la rue homonyme, fermée vers 1500 ;
- la porte Cussignacco, au bout de via Cussignacco, dont la tour a été démolie en 1878 et remplacée par une structure en fer, définitivement supprimée au XXe siècle ;
- la porte Santo Spirito, à la hauteur de l'église homonyme de la via Crispi ;
- la nouvelle porte Aquileia « intérieure », construite vers 1290 près du pont sur le canal de Palma au bout de la via Vittorio Veneto, au début de la via Aquileia ; vers 1550, elle était également équipée d'une horloge avec une cloche provenant de la tour de la Piazza Libertà ; la porte a été démolie en 1834.
Dans les années 70 du XXe siècle, le tracé du quatrième cercle était également appelé rocade intérieure, pour le distinguer de celle extérieure et toujours existante le long du cinquième cercle.

## Cinquième cercle

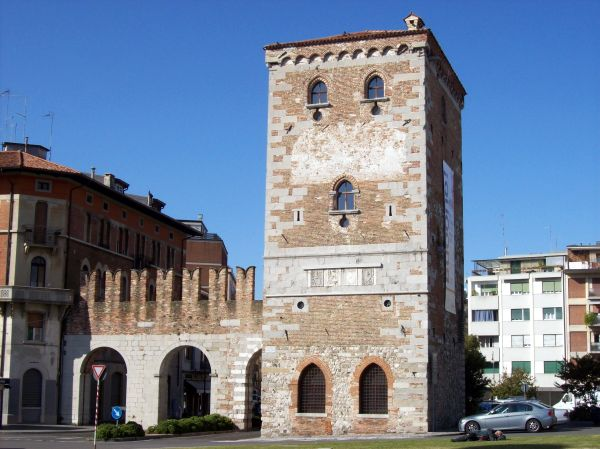
Porta Aquileia (5ème cercle).

Le cinquième cercle, dont la construction a été commencée vers 1380 par le patriarche Philippe d'Alençon et achevée après plusieurs interruptions seulement en 1440 sous la domination vénitienne, mesurait 7119 mètres, entourait 205 hectares de terrain et, comme le rapporte Francesco Tentori, citant Joppi, 13 portes étaient ouvertes, soit dans le sens inverse des aiguilles d'une montre depuis le nord : porte Gemona  « extérieure », porte San Lazzaro, porte Villalta, porte Castellana, porte Poscolle « extérieure » ou Porta Venezia, porte Grazzano « extérieure », Cisis, porte Cussignacco, porte Aquileia, porte Ronchi, Porta del Bon, porte Pracchiuso, porte Sant'Agostino.
Elle coïncide avec la rocade actuelle, et comprend en plus des portes précédentes :
- le Borgo Aquileia le long de la rue du même nom, jusqu'à l'actuelle porte Aquileia « extérieure » ;
- la grande zone entourée par la viale XXIII Marzo et la viale Trieste au sud-est, avec la Porta Ronchi, au bout de la route homonyme, démolie en 1910, et Porta del Bon, au bout de la via Alfieri, fermée en 1438 ;
- le Borgo Pracchiuso au nord-est, avec la Porta Pracchiuso, au bout de la rue homonyme de la Piazza Oberdan, démolie parce qu'elle n'était pas sûre en 1846 (tour) et 1899 (arcs), et la Porta di Cassina (ainsi appelé parce qu'il conduisait à une cascina (ferme) près de Planis), au bout de la via Sant'Agostino, à partir de laquelle le canal de Palma entrait dans la ville, fermée dès 1412 parce qu'elle était considérée comme dangereuse ;
- le Borgo Gemona au nord, avec la porte Gemona « extérieure », au bout de la rue homonyme de la piazzale Osoppo, démolie en 1831 parce qu'elle était considérée comme dangereuse ;
- le Borgo San Lazzaro, avec la Porta San Lazzaro, au bout de la via Anton Lazzaro Moro sur la piazzale Diacono, démolie en 1955 pour des raisons de circulation ;
- le Borgo Villalta, avec la porte Villalta, toujours existante au bout de la rue homonyme sur la piazzale Cavedalis, et la porte Castellana, fermée vers 1500.